# David Schramm (acteur)
Pour les articles homonymes, voir Schramm.
David Michael Schramm, né le 14 août 1946 à Louisville (Kentucky) et mort le 28 mars 2020, dans le Bronx à New York, est un acteur américain.
Il est connu pour son rôle de Roy Biggins dans la série télévisée Wings.

## Biographie
Originaire du Kentucky, David Schramm entre à l'université de Western Kentucky à Bowling Green. Il y obtient un diplôme d'anglais tout en commençant à s'intéresser au théâtre. Poussé par son professeur, il finit par obtenir une bourse d'études supérieures de quatre ans à l'école Juilliard, spécialisée dans l'art dramatique à New York.
Plus tard, au cours de l'été 1988, David Schramm se rend en Californie à la Pasadena Playhouse, pour jouer avec la comédienne Rebecca De Mornay dans Comment l'esprit vient aux femmes, pièce de théâtre de Garson Kanin. Fortement acclamée, la célèbre production attire l'attention de Hollywood sur David Schramm, avec qui l'industrie travaillera par la suite à la télévision et au cinéma.
Par la suite, l'acteur intègre en tant que guest star de nombreuses séries télévisées dont La loi est la loi, Un flic dans la mafia, Equalizer, Deux flics à Miami ou encore Spenser. Il prête également sa voix, en 1998, à l'un des personnages de la série télévisée d'animation des studios Disney, Hercule. En outre, David Schramm joue dans plusieurs pièces de théâtre, notamment en 2010 dans la pièce de 1932, Music in the Air.

## Filmographie

### Au cinéma
- 1989 : Deux dollars sur un tocard (Let It Ride) de Joe Pytka : Lufkin
- 1989 : Johnny Belle Gueule (Johnny Handsome) de Walter Hill : Vic Dumask
- 1990 : Business oblige (A Shock to the System) de Jan Egleson : le troisième directeur

### À la télévision
Séries télévisées
- 1987 : Spenser - Saison 3, épisode 6 : Carl
- 1988 : Equalizer (The Equalizer) - Saison 3, épisode 19 : Joe
- 1988 : CBS Summer Playhouse - Saison 2, épisode 15 : Melman
- 1989 : Deux flics à Miami (Miami Vice) - Saison 5, épisode 7 : Stuart Whitney
- 1989 : Un flic dans la mafia (Wiseguy) - Saison 2, épisode 12 : Dr Hasburg
- 1989 : La loi est la loi (Jake and the Fatman) - Saison 2, épisode 2 : Richard Thompson
- 1990 : Max Monroe - Saison 1, épisodes 6, 7 : capitaine Farraday
- 1990 : Working Girl - Saison 1, épisodes 1, 4, 5 : Joe McGill
- 1990 – 1997 : Wings - 172 épisodes : Roy Biggins
- 1998 : Hercule (Hercules) - Saison 1, épisode 37 : Bellerophon (voix américaine)

Téléfilms
- 1976 : The Time of Your Life (en) de Kirk Browning : Kit Carson
- 1983 : Kennedy de Jim Goddard : Robert McNamara
- 1990 : The Dreamer of Oz (en) de Jack Bender : W. W. Denslow